# Uloma kaszabi
Uloma kaszabi – gatunek chrząszcza z rodziny czarnuchowatych i podrodziny Tenebrioninae.
Gatunek ten opisany został po raz pierwszy w 2000 roku przez Wolfganga Schawallera na łamach „Stuttgarter Beiträge zur Naturkunde”. Jako lokalizację typową wskazano siedzibę Parku Narodowego Kinabalu na Borneo. Epitet gatunkowy nadano na cześć koleopterologa Zoltána Kaszaba.
Chrząszcz o ciele długości od 7,5 do 10 mm. Ubarwienie jest brązowe. Na grzbietowej powierzchni głowy zwykle nie występują cechy dymorfizmu płciowego, aczkolwiek u największych samców doszukać się można szczątkowej listewki przedniej. Czułki samców mają człony od szóstego do dziesiątego z krawędziami wierzchołkowymi zaostrzonymi, ale niewyciągniętymi pośrodkowo w szpice. Warga dolna u samca cechuje się języczkiem z kilkoma rozproszonymi szczecinkami oraz bródką pozbawioną wgłębień nasadowo-bocznych, opatrzoną słabym wciskiem pośrodkowym i skąpo rozmieszczonymi, długimi szczecinkami po bokach. Przedplecze u samca ma na przedzie wyraźne wgłębienie pośrodkowe, tylną krawędź nieobrzeżoną, a powierzchnię między punktami lśniącą, pozbawioną mikropunktowania; punkty we wgłębieniu są grubsze, ale niezagęszczone. Odnóża przedniej pary u samca mają kąty pośrodkowo-odsiebne goleni pozbawione palcowatej wypustki, a ich grzbietowe powierzchnie pozbawione ziarenek. Odwłok ma ostatni z widocznych sternitów pozbawiony obrzeżenia. Edeagus charakteryzuje się szpatułkowatymi, szerszymi niż u U. laesifrons paramerami.
Owad orientalny, znany z wyłącznie z malezyjskiego stanu Sabah na Borneo.